# Mirosław Boryca
Mirosław Boryca (ur. 2 stycznia 1959 w Zgorzelcu) – polski koszykarz, były reprezentant kraju.
Wychowanek klubu Turów Zgorzelec, z którym wywalczył awans do I ligi oraz mistrzostwo juniorów starszych. Swoje największe sukcesy odnosił już jednak w barwach Gwardii Wrocław. Był dwukrotnie powoływany na Mistrzostwa Europy (1981, 1987), w trakcie których polscy reprezentanci wywalczyli dwukrotnie siódme miejsce. W 1990 wyjechał na stałe do Kanady.

## Przebieg kariery
- 1977 – 1979: Turów Zgorzelec
- 1979 – 1990: Gwardia Wrocław/ASPRO Wrocław

## Osiągnięcia i wyróżnienia
- Dwukrotny uczestnik Mistrzostw Europy (1981, 1987)
- Trzykrotny Wicemistrz Polski (1987, 1988, 1990)
- Brązowy medalista Mistrzostw Polski (1983)
- Wieloletni reprezentant Polski
- Awans do I ligi z Turowem Zgorzelec (1978) oraz Gwardią Wrocław (1980)
- Mistrz Polski juniorów starszych z Turowem Zgorzelec (1978)

## Inne źródła
- Łaszkiewicz K., Polska koszykówka męska 1928–2004, Wydawnictwo Pozkal, Inowrocław 2004, ISBN 83-89390-20-5.